# オレンジ色に乾杯
『オレンジ色に乾杯』（オレンジいろにかんぱい）は、SARD UNDERGROUNDの1枚目のオリジナルアルバム。2021年9月1日にGIZA studioより発売された。規格品番はGZCA-5308。（初回限定盤Aの規格品番はGZCA-5306、初回限定盤Bの規格品番：GZCA-5307となる。）
初回限定盤Aに特典DVD（ドキュメントムービー）同梱され、初回限定盤Bに特典DVD（MV集）同梱された。

## 概要
- 2021年7月7日に「夏の終わりに…」のタイトルで発売予定であったが、赤坂美羽が脱退したため発売日を延期し、タイトル、品番、POSコードを新たに変更した。[2]
- またタイトルに関して、神野が「当時、結成のときから一緒に活動を続けてきたギターの赤坂美羽が、バンドを脱退することになったんです。最初はメンバーみんな驚きを隠せませんでしたし、すごく悲しかったです。ただ、この三人で顔を合わせた時、以前と変わらない笑顔と優しい空気がバンドの中にあったことで、三人とも「これからも、今までと変わらずに前を向いて頑張っていける」と思いました。タイトルは、これからも頑張っていくぞ！という前向きなタイトルにしようという話しになり、予定していた『夏の終わりに…』でなはく『オレンジ色に乾杯』と題名を変え、今回リリースする形にしました。」とアルバムのタイトルが変更になった経緯を明かしている[3]。
- このアルバムのタイトルはZARDのプロデューサーでもある長戸大幸が決めた[4]。
- このタイトルに関して神野は、「オレンジ色に夏の終わりのイメージと言いますか、秋が似合う色という印象を持っています。それこそ、夕暮れの日射しの色もオレンジだったり。だからと言って、その色は切ないだけではなく明るさも感じさせてくれる。それに、アルバムのリリースする時期も9月1日という秋の始まりの季節ということから、ピッタリだなと思いました。」とコメントしている[4]。
- 神野は、恋愛ソングに見せかけて、その裏には伝えたい明確な想いやメッセージを入れることを意識したという[4]。
- また神野は、「やっぱり坂井泉水さんの歌詞を歌うのと、オリジナル曲を歌うのとでは、感覚的には違いましたね。坂井さんの歌詞を歌う時は、自分だけではないというか、ディレクターの方が「こうしたほうがいいんじゃないか」とか、アドバイスをくださるので。でも今回のように自分の作詞曲になると、全部自分で考えて歌ったので、坂井さんに声を寄せようと思っても、何か違うというか。なので、坂井さんを意識しながら歌うところもありつつ、“自分らしく”ということを途中から意識して、歌っていました。」[5]と収録時のエピソードを明かしている。
- 神野はこのアルバムのアピールポイントとして「今のSARD UNDERGROUNDのすべてが詰まっています!」と語っている[6]
- また神野は、「まさに、新しいSARD UNDERGROUNDの姿を映し出したアルバムになりました」[4]とコメントしている。
- 杉岡は、「切ない曲からポップで明るい歌まで、色んな表情を楽しんでいただけると思います。」[4]とコメントしている。
- 坂本は、「 坂井泉水さんの未公開詞の曲もあれば、友亜ちゃんの色んな心模様が見えてくる歌詞もあるように、様々な世界観が詰まったとても魅力的なアルバムが出来ました。」[4]とコメントしている。

## 収録曲
| 全編曲: 鶴澤夢人 / 長戸大幸（except M-3 編曲：徳永暁人 / 長戸大幸）。 |                                  |          |                    |
| #                                                                     | タイトル                         | 作詞     | 作曲               |
| 1.                                                                    | 「オレンジ色」                   | 神野友亜 | 川島だりあ / Chris |
| 2.                                                                    | 「あの夏の恋は眩しくて」         | 神野友亜 | 山口篤             |
| 3.                                                                    | 「夏の恋はいつもドラマティック」 | 坂井泉水 | 徳永暁人           |
| 4.                                                                    | 「これからの君に乾杯」           | 坂井泉水 | 川島だりあ / Chris |
| 5.                                                                    | 「少しづつ 少しづつ」            | 坂井泉水 | 大野愛果           |
| 6.                                                                    | 「イチゴジャム」                 | 神野友亜 | 大野愛果           |
| 7.                                                                    | 「君には敵わない」               | 神野友亜 | 川島だりあ / Chris |
| 8.                                                                    | 「ブラックコーヒー」             | 神野友亜 | 大野愛果           |
| 9.                                                                    | 「黒い薔薇」                     | 神野友亜 | 大野愛果           |
| 10.                                                                   | 「夏の終わりに…」                | 神野友亜 | 徳永暁人           |

| 全編曲: 鶴澤夢人 / 長戸大幸（except M-3 編曲：徳永暁人 / 長戸大幸）。 |                                  |          |                    |
| #                                                                     | タイトル                         | 作詞     | 作曲               |
| 1.                                                                    | 「オレンジ色」                   | 神野友亜 | 川島だりあ / Chris |
| 2.                                                                    | 「あの夏の恋は眩しくて」         | 神野友亜 | 山口篤             |
| 3.                                                                    | 「夏の恋はいつもドラマティック」 | 坂井泉水 | 徳永暁人           |
| 4.                                                                    | 「これからの君に乾杯」           | 坂井泉水 | 川島だりあ / Chris |
| 5.                                                                    | 「少しづつ 少しづつ」            | 坂井泉水 | 大野愛果           |
| 6.                                                                    | 「イチゴジャム」                 | 神野友亜 | 大野愛果           |
| 7.                                                                    | 「君には敵わない」               | 神野友亜 | 川島だりあ / Chris |
| 8.                                                                    | 「ブラックコーヒー」             | 神野友亜 | 大野愛果           |
| 9.                                                                    | 「黒い薔薇」                     | 神野友亜 | 大野愛果           |
| 10.                                                                   | 「夏の終わりに…」                | 神野友亜 | 徳永暁人           |
| 11.                                                                   | 「Blue tears」                   | 神野友亜 | 花沢耕太           |

## 楽曲解説
- シングル収録曲の詳細は、各項目を参照。

1. オレンジ色
  - KBS 京都「キモイリ！」エンディングテーマ
  - この曲に関して神野は、「『オレンジ色』は、メロディを聴きながら、出てきた言葉を書いていきました。最初が“急ぎすぎているくらいの日々が私には居心地が良くて 恋なんて興味がないよ”という歌詞なんですけど、私の心情もけっこう入れていて…。」[7]とコメントしている。
  - コンセプトとして、「この曲は”オレンジ”をテーマにしたくて、夕暮れ時のオレンジ色やフルーツのオレンジの甘酸っぱさなど、いろんな”オレンジ”を取り入れました。この歌では、黄昏時の帰り道も舞台にしていて、その風景は私の中で、学校から家路に向かう放課後の景色のようであり、そこへ青春という匂いも覚えます。この楽曲では“オレンジ”、“初恋”をテーマにしているので、楽曲を聴いて感じとってもらえると嬉しいです。」とコメントしている。[4]
  - また、「いえ、そういうことだけではないんです（笑）。日常で、“私、興味がないから”みたいな感じで、やらずに終わることってあるじゃないですか。そういうことがすごくもったいないなと感じた時に、この歌詞を書こうと思ったんですね。挑戦さえすれば、新しい発見や新しい出会いがたくさんあるので、“興味がないよ”から始まってますけど、最終的に主人公は恋をして、いい人に出会っているので、そういうものをテーマに置きながら作詞をしました。」[7]とコメントしている。
2. あの夏の恋は眩しくて
  - 第52期サンテレビガールズ　イメージソング
  - 坂本がお薦めの曲として同曲を挙げている[4]。
  - この曲に関して坂本は、「2曲目の『あの夏の恋は眩しくて』は、歌詞とメロディーの雰囲気がすごく好きな曲です。2番のAメロの〈マイペースだね　君が隣で呟いたいつも通りの瞬く朝　その声はやさしかった〉の歌詞が特に好きで、日常で見落としてしまいがちな愛情みたいなものが伝わってきます。」[8]とコメントしている。
  - 神野は「当たり前になりかけている日常が続くと、そこへ感謝する気持ちが薄れてしまうことってあるじゃないですか。そういう時期にこの歌を聞くと、「目の前のことを大切にしなきゃいけない」と思えるといいますか。そう感じてもらえる歌にしたかったんです。」とコメントしている。[4]
3. 夏の恋はいつもドラマティック
  - テレビ朝日系全国放送「musicるTV」 9月度オープニングテーマ
  - 坂井泉水による最後の未公開詞による新曲である。
  - この曲はリリースに先駆けて2021年7月22日に先行配信された。[9][10]
  - この曲に関して杉岡は、「この曲は最初から最後までワクワク感がある曲で、ベースもワクワクするようなフレーズが多かったのでそこにも注目して聴いてほしいです!　コーラスもすごく楽しくて」[8]とコメントしている。
  - また、杉岡がお薦めの曲として同曲を挙げている[4]。
  - 神野は、「『夏の恋はいつもドラマティック』は、MV撮影のとき私もサビでコーラスを歌ってしまいそうになりました（笑）。この曲は最初に〈苦しい時　嬉しい時　悲しい時　愛に満たされる時　幸せな時〉という感情が出てくる歌詞があるんですけど、これだけ短い時間にたくさんの感情が出てくると、声を変え過ぎたらわざとらしくなるのではと思ったんです。だからその部分は少しの表情の変化を感じて聴いてほしいなと、歌入れのときに表情を大切にしながら歌いました。」[8]とエピソードを交えながらコメントしている。
4. これからの君に乾杯
  - 2ndシングル
  - MBS「＋ music」2020 年 4-6 月エンディング曲
  - この曲に関して神野は「4曲目の『これからの君に乾杯』も坂井さん作詞の私たちのセカンド・シングルなんですけど、ストレートに相手を応援する歌詞がどんって胸に突き刺さってくるし、曲も迫力があるので、このアルバムに収録されたことで改めて聴いてみて元気が出ました。やっぱりこの曲はすごいなって」[8]とコメントしている。
  - また神野がお薦めの曲として同曲を挙げている[4]。
5. 少しずつ少しずつ
  - 1stシングル
  - 日本テレビ･読売テレビ系アニメ『名探偵コナン』エンディングテーマ。
6. イチゴジャム
  - アニメ「おかしなさばくのスナとマヌ」主題歌
  - この曲に関して神野は、「『イチゴジャム』は本当に、一番長い期間をかけた気がします。もともと「ブラックコーヒー」と同じぐらいの時期に制作を始めていたんですけど、何回も歌詞がやり直しになって、時間がかかりました。」とインタビュー内で制作時のエピソードを明かした[7]。
  - 制作時のエピソードとして神野は、「曲調は明るいんですけど、私は最初に、せつない言葉をはめたんですよ。そうしたら「このはめ方は合っていないんじゃないか」と長戸(大幸)プロデューサーにご指摘いただいて。けっこう考えて、“どうしたらいいのかな？”と詰まってしまった時に、さっきお話した一行詞とか二行詞とかを書きためていたファイルを持って長戸さんにもう一回お話に行って。その時に、「この一行、いいんじゃない？」という言葉を選んでくださったんですけど、それが“君に作ったイチゴジャム 甘さは控えめが心地いい”だったんです。「これはいい歌詞だから、“イチゴジャム”というタイトルで書いてきて」と言われて、そこから考えていきました。」[7]と明かしている。
  - また神野は「『イチゴジャム』というタイトルだったら、せつない感情を入れてもちょうど良くなるから、さすがだなと思いました。」[7]とコメントしている。
  - 坂本は本アルバムの中で演奏するのが難しい曲として同曲を挙げている[11]。
7. 君には敵わない
  - TBS「王様のブランチ」9月度エンディングテーマ
  - この曲に関して神野は「 私、たとえ幸せな想いを書いていたとしても、最終的に切ない歌詞に持っていく癖があるみたいなんです。長戸プロデューサーにも、「悲しい感情で終わってしまうことが多すぎる」と、ご指摘をいただいたこともあって、自分でも「たしかに」と気づくこともありました。だから、その言葉も踏まえて「君には敵わない」では感じたまま素直に想いを書こうと思い、飾ることなく、純粋な恋模様を書いてみました。」とコメントしている[4]。
  - この曲に関して坂本は、「私は“でも君は　いつも笑顔で 大きな手を広げて受けとめてくれる”というフレーズが好きなんです。その言葉を聞くとキュンとするんですよね。」とコメントしている[4]。
  - また杉岡は、「サビに出てくる“君が歌うなら聴いていたい 全部愛おしいよ”とか、歌い手である友亜ちゃんらしい言葉が出てくるところにもキュンとしました。」とコメントしている[4]。
8. ブラックコーヒー
  - 3rdシングル、アニメ「おかしなさばくのスナとマヌ」主題歌
  - この曲に関して神野は、「かわいらしいスナやマヌを通して感じ取った印象や世界観を大切にしたうえで、当時の心境も重ね合わせて書きました。」[12]とコメントしている。
9. 黒い薔薇
  - 同曲は神野が初めて1曲を完成させた歌詞である。[7]
  - この曲に関して神野は、「『ブラックコーヒー』と同時期に『イチゴジャム』の作詞をしていて、その前に『黒い薔薇』を書いていました。『黒い薔薇』はデモの段階ですごく好きな曲で、作詞を本格的に始める前からこの曲に歌詞をつけてみたい!と思っていて、長戸（大幸）プロデューサーと話し合いながら自分の描きたかった情景が書けました。」[8]と制作時のエピソードを明かしている。
  - また神野は「バラの花言葉を調べていた時に、黒いバラの「貴方はあくまで私のもの」「決して滅びることのない愛」という花言葉が目に止まって、この言葉のような二人の関係性や世界観を描いてみたいと思ったのが始まりでした。この歌詞を書いてプロデューサーさんに見ていただいた時に、「この暗い世界観にしたいなら、とことんダークに染めようよ」という言葉をいただいて、難しい漢字や古いお城を連想させるような “蜘蛛の巣の青い城”、“埃まみれの天鵞絨（ビロード）”、“螺旋階段の夢”といった言葉を詞に入れました。」[4]とコメントしている。
  - この曲に関して杉岡は、「曲がカッコよくて、ベースもすごくカッコよくて、歌詞の世界観も独特で。友亜ちゃんが「初めて作詞した曲」だと言っていたんですけど、初めてとは思えないぐらいの歌詞で、ぜひ聴いていただきたいです。」[7]とコメントしている。
  - また杉岡は、「私はアルバムの中で『黒い薔薇』が一番好きで、聴いた瞬間に〈かっこいいー!〉ってなって（笑）。友亜ちゃんがかっこいい曲を歌っているときの声が好きで、ベースのフレーズもかっこいいので、ライブで披露するのが楽しみです」[8]とコメントしている。
  - 坂本は、「天鵞絨（ビロード）って何だろうと意味を調べてしまいました（笑）。」歌詞を見たときのエピソードを明かした[4]。
10. 夏の終わりに…
  - この曲は決して結ばれない恋の歌である[4]。
  - この曲に関して神野は「結ばれない恋の歌とはわからないように、と歌詞を書いたつもりだったんですけど。長戸プロデューサーにそのことをすぐ見抜かれたときは、「すごい！」と思って、改めて尊敬しました。」と歌詞を提出したときのエピソードを明かした。[4]
  - 杉岡は、「その言葉を聴いてから、改めて「夏の終わりに…」を聞いたら、“「ごめんね」と言えば　きっとあなたは 私から離れていくでしょう？”など、そう思わせる言葉も色々出てくるから、ますます頭の中で物語が具体化していきました。」[4]とコメントしている。
  - 坂本は、「「大人な恋愛だなぁ」とは思っていたけど、私もその言葉を聴いてビックリしました。」[4]とコメントしている。
11. Blue tears
  - 通常版のみ、ボーナストラックとして収録[2]。
  - 神野と坂本がこのアルバムのお気に入りソングとしてこの曲を挙げている[7]。
  - 神野は「『Blue tears』はデモの時点で“これは好きだ！”と思った曲です。メロディがお洒落で繊細なので、どんな歌詞をつけようかな？とワクワクしてました。最初に聴いた時から、サビ頭の“泣いてるのに 泣いてないみたい”という言葉が浮かんで、それしか聴こえなくなっていて。そこからストーリーを広げていったんですけど、それがすごく楽しかった。私自身、こんな恋をしてみたいなと思いながら書きました。」と制作時のエピソードを明かしている[7]。
  - また収録は、「歌は本当に一発録りみたいな感じで、すぐに終わりました。」[7]と神野がエピソードを明かしている。
  - 坂本は、「ピアノがすごく素敵な曲で、弾く時も音に感情に乗せながら演奏しました。ライブで披露するのが緊張もあり楽しみでもあります」[6]とコメントしている。

## トラブル
『オレンジ色に乾杯』初回限定盤Aに同梱された特典DVD（ドキュメントムービー）と『オレンジ色に乾杯』初回限定盤Bに同梱された特典DVD（MV集）の収録内容が入れ替わっていることが発覚した。それに伴う、特典DVDの良品との交換と発送の時期は9月中旬からとなった。